# Сиднейский футбольный стадион
Сиднейский футбольный стадион (англ. Sydney Football Stadium), также известен как Альянс Стэдиум (англ. Allianz Stadium) — австралийский мультифункциональный стадион, который принимал матчи по обычному футболу, регби, регбилиг. Был построен в 1986-1988 годах. Вместимость составляет 45 тысяч 500 человек. Домашняя команда по футболу — ФК «Сидней». В ноябре 2017 года правительство Нового Южного Уэльса решило, что стадион будет снесён и построен заново. В октябре 2018 года стадион был закрыт.
На месте старого Сиднейского стадиона был возведён новый стадион, открытый 28 августа 2022 года.

## События
- В 1993 году на этом стадионе дала свой концерт ирландская группа U2 в рамках турне Zoo TV.
- В том же году стадион принял матч Австралия-Аргентина в рамках отборочного турнира чемпионата мира 1994. В игре принял участие Диего Марадона. Встреча завершилась со счётом 1:1.
- В 1994 году сборная Австралии по регби на этом стадионе выиграла Кубок Bledisloe в матче против Новой Зеландии благодаря усилиям Джорджа Грегана.
- В 2000 году принимал матчи олимпийского футбольного турнира в Сиднее.
- В 2003 году здесь прошли несколько игр чемпионата мира по регби.
- В 2005 году здесь впервые прошёл Королевский эдинбургский парад военных оркестров.
- 7 февраля 2007 года на стадионе прошёл концерт Live Earth (специально стадион был реконструирован).
- 22 ноября 2009 года с единственным концертом выступила группа Pearl Jam.
- 26 февраля 2010 года с концертом выступил Джордж Майкл.
- С 17 по 19 ноября 2010 года в режиме NON-STOP выступала группа Bon Jovi в рамках тура The Circle Tour.
- 5 октября 2018 года с концертом выступил Майкл Бубле (последнее мероприятие перед закрытием стадиона).